# Törökszentmiklós
Törökszentmiklós (duits: Türkischsanktniklas) is een plaats (város) en gemeente in het Hongaarse comitaat Jász-Nagykun-Szolnok. Törökszentmiklós telt 22 340 inwoners (2007).